# カクレンボ
『カクレンボ』（KAKURENBO）は、コミックス・ウェーブから2005年に発売されたOVA作品。アメリカ合衆国ではアダルトスイムで放送された。

## ストーリー
東洋風の摩天楼が広がる荒廃した街。そこでは、「オトコヨ様のお遊戯」と呼ばれる、子供達にしか出来ない秘密の遊び「カクレンボ」があった。カクレンボをする子供達は全部で7人。全員が狐の面を付け、鬼と呼ばれる異形の者達と遊ぶ。行方不明になった妹を探す為に参加するヒコラ、ヤイマオ。鬼の正体を暴く為に参加するノシガ、タチジ、スク。不気味な双子インム、ヤンク。それぞれの思惑を胸に、カクレンボはその幕を開ける。

## キャラクター
ヒコラ
声：竹内順子
カクレンボに参加した妹（ソリンチャ）を探すために、カクレンボに参加する主人公の少年。鬼街の近くに住んでおり、少し気が弱いところがある。女の子や親といるのは格好悪いと思うお年頃。ヤイマオを兄のように慕っている。結局は、最後の一人となりソリンチャに5匹目の鬼にされる。漫画版では、ソリンチャが失踪する直前に喧嘩別れをしている。
ヤイマオ
声：植木誠
ヒコラの兄貴的存在。面倒見が良く、町の女の子たちからの人気も高い。幼い頃両親を亡くしており一人暮らしをしている。窮奇流拳法、最年少の師範代である。他のみんながどこへ行ったのか知りたくて、カクレンボに参加する。ヒコラ、女の子と共に子供達の体力を町の電気に変える塔にきた時、4匹目の鬼「子取鬼」に見つかり、ヒコラにソリンチャを見つけられるよう願い、子取鬼に捕まった。
ソリンチャ
声：鈴木真仁
ヒコラの妹。カクレンボに参加したが突如行方不明になっており、ヒコラは彼女を救うためにカクレンボに参加した。
しかし、実際は既に5匹目の鬼になっており、正体を隠してヒコラ達と行動を共にしていた。漫画版では、ヤイマオに特別な感情を抱いていた様子で、他の女子からのプレゼントを気にしていた。
ノシガ
声：内藤玲
裕福な家庭で育ったガキ大将。鬼の正体を暴こうとして、タチジ、スクと共にカクレンボに参加する。
大柄な体格で、大きなイヤリングと腹部に彫られている入れ墨が特徴。かなりの大食いであり、原作小説では韮饅頭が好物とされている。
偉そうな態度をとっているが、鬼が起動した際「どっかで屋台でも牽いているんだ」等と怖気付いており、実際は臆病な性格であることがうかがえる。
最初に釘の付いた棒を持っていたがまだ動いていない鬼（肝取り鬼）の電球に投げてしまっている。建物に入る前に「鬼なんているわけない」と言っていた。
最終的には、二匹目の鬼「血取鬼」の突進の前に（かろうじて避けた）気絶し、そのまま捕まってしまい子供達の体力を電気に変える塔のエネルギーにされてしまった。
タチジ
声：石橋美佳
ノシガの第一の子分で黄色のパーマヘアーと丸い眼鏡が特徴。いろいろなことに詳しい情報通で参謀的存在。ノジカを親分と慕っているが肝取鬼から逃げる途中、ノシガに突き飛ばされカクレンボの第一脱落者になった。
スク
声：小林晃子
ノシガの第二の子分。小柄な体格にノシガのことを兄貴と呼ぶ少年。カクレンボの第二脱落者。タチジ同様ノシガのせいで捕まった。
インムとヤンク
暗い過去を持つ天涯孤独の双子の兄弟。別名「壊し屋」。過去に親を亡くし、大人も近付かない白風地区（パイヘイちく）という場所でねぐらにしている。犯罪まがいのことをして暮らしているという噂もあり、子供達の間では「危険なヤツら」として有名な存在。普段はおとなしいが、一度切れると殺しかねないと言う不気味な人物でもある。カクレンボに参加した理由は、色々な物を壊したかったため。赤い服がインムで緑の服がヤンク。「くっ・ふっ・ちっ」等としか言わない（漫画版では普通に喋っている）。足が速くてジャンプ力もある。油取鬼に見つかり、逃げ回っていたが、二手に分かれていた油取鬼に追い詰められた為、倒して逃げようとするが捕まった。漫画版では、ヒコラに「悲しい目をしている」と言われている。

## 鬼
全部で5匹いて、参加した子供達を捕まえる。捕まえられた子供は塔の一部分にされ、死ぬまで体力を町の電気に変えられてしまう。肝取鬼の腕等がチューブでつなげられていたり、血取鬼の角に提灯が付いていたり、子取鬼の腕は糸の様な物でつなげられていたりしていることから、あらゆる物の一部を組み立てて作ったと考えられる。一度壊れた肝取鬼が再生したことから、鬼は自動的に生き返る模様。
肝取鬼=きもとり（おに）
一匹目の鬼。背中に大きな歯車のようなものを載せており、その中で内臓(肝)を抜き取り、仕分けている模様。ノシガの投げた棒が当たって起動した。非常に大きな作りでできているが、一度血取鬼の突進で壊れる。腕が四本あり、その内の一本に丸太が付けられていて、その腕をふりまわして子供達を襲う。タチジとスクを捕まえた。
血取鬼=ちとり（おに）
二匹目の鬼。獅子の様な形で、角が四本ある。頭の横には血を貯めるためであろう提灯型のタンクのようなものがある。鼻が良いらしく、臭いで子供を見つけた場面が何回かみられる。強烈な突進を武器に子供達を襲い、突進の威力は肝取鬼を破壊する程である。ノシガを捕まえたが、連れては行かなかった模様（おそらく血だけを抜き取り、あとは肝取り鬼に運ぶのを任せたか、つかむ腕が無いからだと思われる）。
油取鬼=あぶらとり（おに）
三匹目の小さな鬼。二体いて、この鬼だけ角がない。代わりにおでこに三つ目の眼がある。大砲の様なものがおそらくドラムの様に回し遠心力により油を取るもので龍の様な装飾がしてあり、これを動かして子供達を襲う（一体は大砲の様な物を動かし、もう一体は大砲の様な物に乗っている）。台車は相当重くて頑丈ならしく、台車の突進により街の壁の一部が崩れるほどである。頭が良いのか、二手に分かれてインムとヤンクを捕まえた。
子取鬼=ことり（おに）
四匹目の鬼。大きくて奇妙な目をギョロつかせる。もともとは南アジアの民族系のお面から来る大きな顔が特徴的である。腕が八本もあり、鋭いジャンプで子供達を襲う。蜘蛛の糸のようなもので空中を移動することもできる。塔の一部分の部屋の様な所に居るらしく、塔の中や外を自由に行き来する。塔を守ることが役目らしく、ヒコラ達が塔に来た際、ヤイマオを捕まえた。
おしら様（オトコヨ様）
五匹目の鬼。五匹の鬼の中の、頭領的存在で、参加した子供達の中から最後に残った物を五匹目の鬼にする。毎回毎回子供達を捕まえては町の明かりにする、オトコヨ様の正体でもある。この五匹目の鬼は、オトコヨ様のお遊戯の度に変わる。作中では、ソリンチャが務めており、最後にヒコラを五匹目の鬼にした。最初はカクレンボに子供達と同じように狐のお面をして参加しているが、引き継ぎの際には狐のお面が変形し鬼のお面へと変わる。

## スタッフ
- 監督・絵コンテ・演出・CGI・編集：森田修平
- キャラクターデザイン・美術：桟敷大祐
- 脚本：黒史郎
- 音楽：北里玲二
- アニメーション制作：YAMATOWORKS